# Dalcahue
Dalcahue est une commune du Chili de la Province de Chiloé, elle-même située dans la Région des Lacs.

## Géographie

### Situation
La commune de Dalcahue se trouve dans la partie nord de l'île de Chiloé au sud du Chili. La majeure partie de la population se concentre sur la bande côtière qui fait face à la mer intérieure (plus précisément golfe d'Ancud) située entre l'Isla Grande de Chiloé et le continent. La commune se trouve à 1 028 kilomètres à vol d'oiseau au sud de la capitale Santiago et à 117 kilomètres au sud-sud-ouest de Puerto Montt capitale de la Région des Lacs.

### Démographie
En 2012, la population de la commune de Dalcahue s'élevait à 13 285 habitants. La superficie de la commune est de 1 239 km2 (densité de 11 hab./km2).

## Économie

Position de Dalcahue (en rouge) au sein de la Région des Lacs.

Les principaux secteurs d'activité sont le tourisme, les produits de la mer, l'agriculture (pommes de terre) et l'élevage du bétail (ovins et bovins).

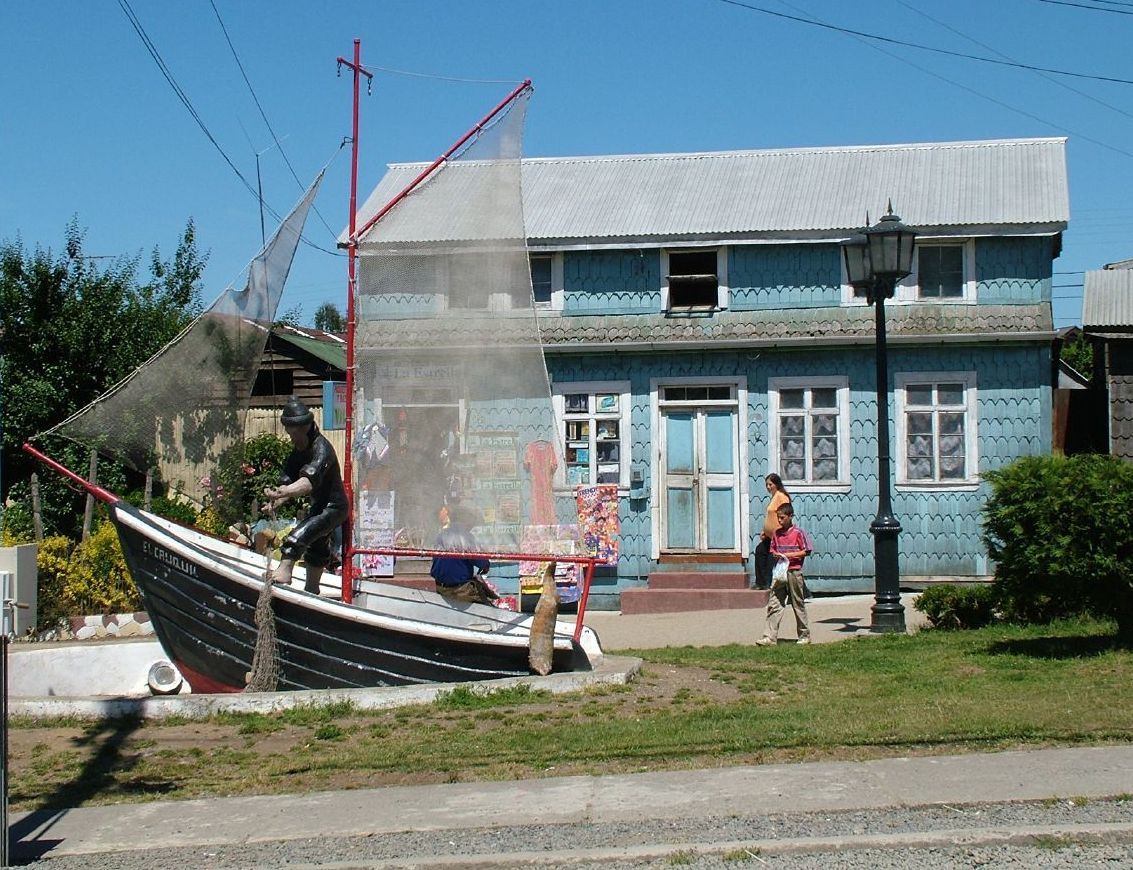
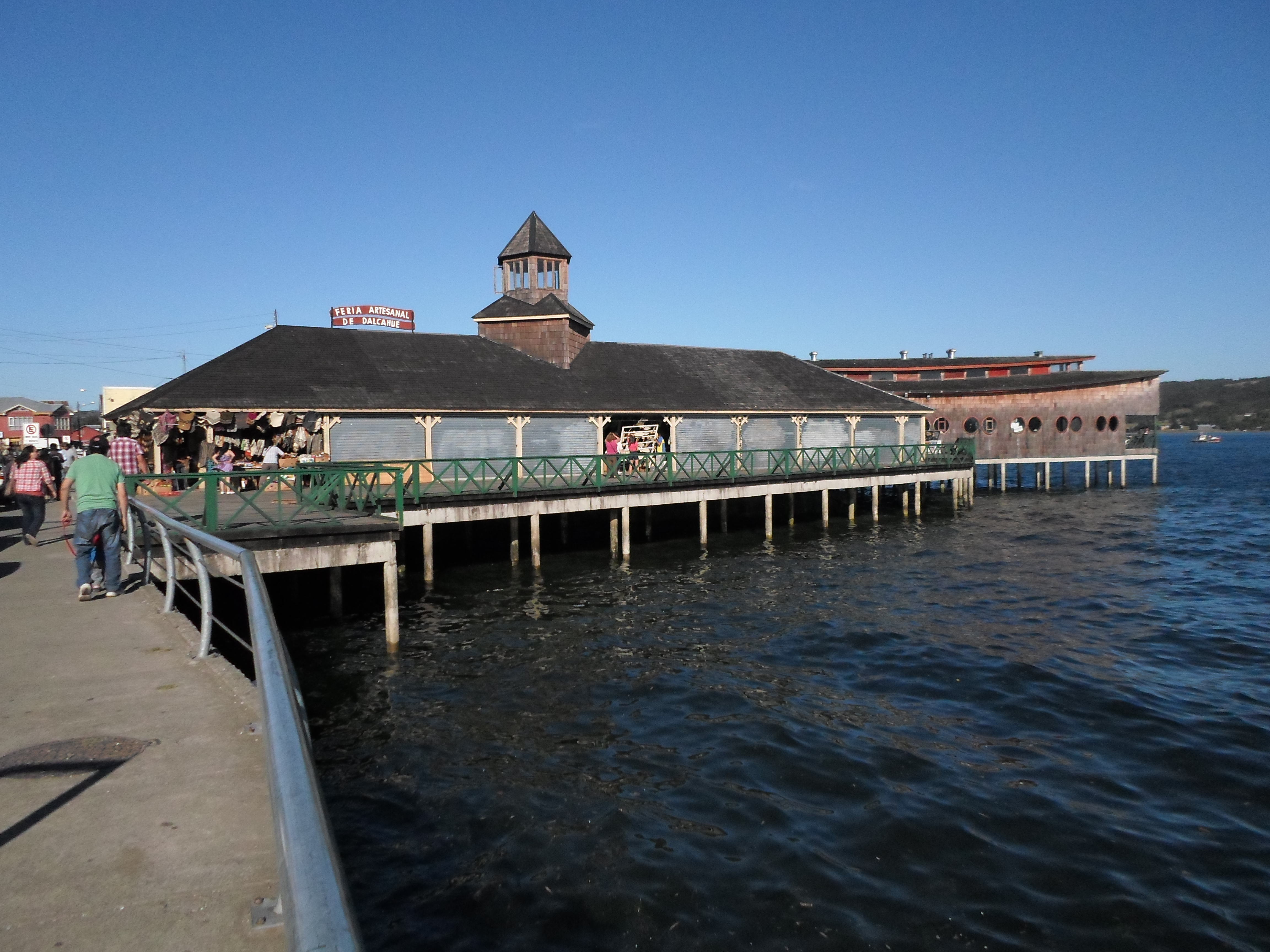
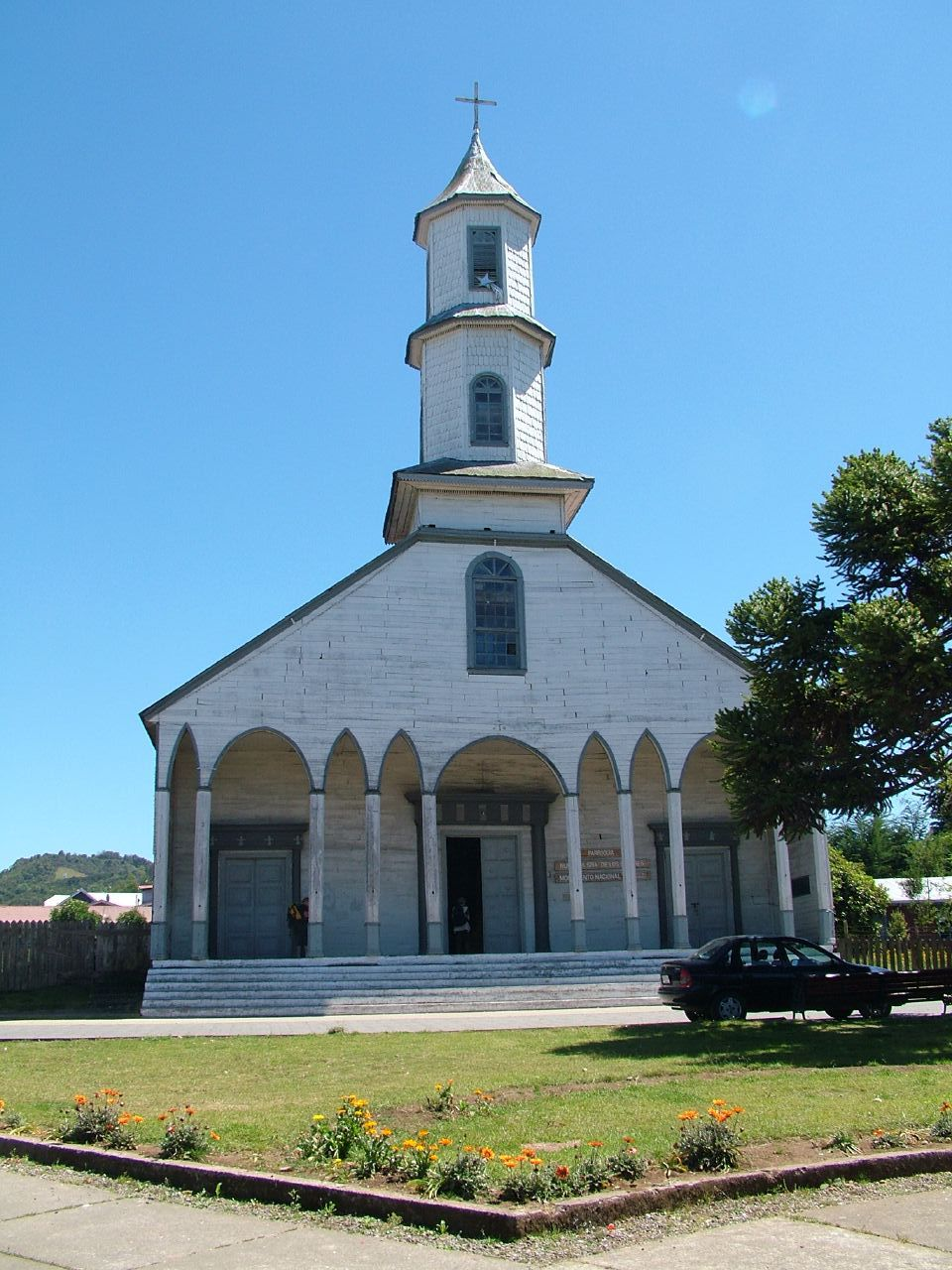